# Ami Yerewolo
Ami Yerewolo, de son vrai nom Aminata Dianoko, est une chanteuse malienne, née en 1991, chantant notamment en bambara.

## Biographie

### Enfance et débuts dans la musique
Aminata Dianoko connue sous le nom de Ami Yerewolo est née à Mahina, dans l’ouest du Mali. Élevée par son père après la séparation de ses parents, elle vit dans la famille paternelle, de l’ethnie kakôlo, avec une belle-mère, des oncles, des tantes, des cousins.  A 17 ans elle obtient son baccalauréat et décide de quitter  sa ville natale pour la capitale, Bamako. Elle prépare le concours de médecine mais échoue. Elle poursuit ensuite des études de comptabilité et finances. Parallèlement, elle écrit des textes qu'elle chante. Elle découvre que son style musicale s'apparente au rap mais son père n'est pas favorable à une telle activité. En 2013, elle arrête pourtant ses études pour se consacrer à la musique. 

### Carrière musicale et collaboration
Elle intervient comme rappeuse durant des balanis shows, des bals de quartier. Elle fait face aux moqueries durant ses prestations car le rap est à l’époque un monde très masculin au Mali. Elle participe aux prestations d'un groupe. En 2014, elle sort un premier album, Naissance,. Elle est tentée de tout arrêter en 2015, mais à la suite d'une rencontre avec de jeunes femmes fans de ses créations, elle décide de poursuivre sa carrière,. Elle est sélectionnée parmi les finalistes du prix découvertes RFI en 2017, mais termine deuxième. Cette même année 2017, elle crée un festival, Le Mali a des rappeuses , pour mettre davantage en lumière les artistes hip-hop féminines,,. En 2018, elle sort son deuxième album, Mon Combat,. Elle est remarquée au  festival Show Me, à Zurich en Suisse, en 2020, par le producteur camerounais Blick Bassy qui la fait signer dans sa maison de disques Othantiq AA. En 2021, elle sort un nouvel album, AY,,. Pendant la journée mondiale des droits des femmes la rappeuse retrace son parcours en honneur de ses œuvres et des femmes.

## Discographie

### Album
- 2014 : Naissance
- 2018 : Mon Combat
- 2021 : AY

## Distinctions et Récompenses
Deuxième du prix Découvertes de RFI en 2017
Finaliste au prix Découvertes de RFI en 2020.